# John Røen
John Ingebrigtsen Røen (* 22. April 1903 in Rindal; † 18. März 1979 ebenda) war ein norwegischer Skilangläufer.

## Werdegang
Røen erreichte am Holmenkollen 1926 Rang neun im 50-km-Einzelrennen. Im folgenden Jahr wurde er Zehnter. Nachdem er in der Folge gute Ergebnisse bei den vorolympischen Ausscheidungsrennen erreicht hatte, erhielt er einen Platz im Kader bei den Olympischen Winterspielen 1928 in St. Moritz. Dort startete er ausschließlich über die 50 km, musste aber das Rennen nach gut zweieinhalb Stunden auf Rang 24 liegend abbrechen und erreichte nicht das Ziel. Kurze Zeit nach den Spielen wurde er in Chamonix Französischer Meister. Nach dem Winter 1928 beendete er seine aktive Sportkarriere.
Sein sechs Jahre jüngerer Bruder Sigurd Røen wurde 1937 Weltmeister in der Nordischen Kombination sowie mit der Langlauf-Staffel.